# Kees Driehuis
Cornelis Everardus Gerardus (Kees) Driehuis (Amsterdam, 8 december 1951 – 29 oktober 2019) was een Nederlands journalist en televisiepresentator.

## Levensloop
Driehuis komt uit een katholiek bakkersgezin met zeven kinderen. Na de havo aan het Ignatius College te Amsterdam en de opleiding aan de School voor Journalistiek kwam hij in 1975 in vaste dienst bij VARA-radio. Hij werkte mee aan Dingen van de dag, de actualiteitenrubriek van de VARA-radio. Later werd hij eindredacteur van het actualiteitenprogramma De Wekkerradio. Verder werkte hij mee aan Radioweekblad, dat hij samen met Aad Bos ook presenteerde. In Radioweekblad nam hij samen met onder anderen Paul Witteman en Jan Tromp politici onder vuur. Vier seizoenen zat Driehuis in de redactie van het televisieprogramma Sonja op...
Op Nieuwjaarsdag 1989 begon zijn loopbaan bij de televisie. Ellen Blazer, de toenmalige eindredacteur van Sonja, had Driehuis gevraagd of hij een screentest wilde doen. Vervolgens presenteerde hij 29 jaar lang, van 1 januari 1989 tot en met 1 maart 2018, in totaal 794 keer de kennisquiz Per Seconde Wijzer. In 1990 en 1991 deed Driehuis ook de redactie van het discussieprogramma De kloof met als gespreksleider Paul Witteman. In maart 1991 was de eerste aflevering van De kleine wijzer, een kinderversie van de quiz Per Seconde Wijzer. In de jaren daarna had Driehuis de leiding over het documentaireprogramma Impact.
Driehuis was samen met Carel Kuyl (NPS) in 1995 de oprichter van het documentaireprogramma Zembla; hij werd ook de eindredacteur van deze wekelijkse rubriek met actuele documentaires.
In september 1997 werd Driehuis de opvolger van Paul Witteman bij het actualiteitenprogramma NOVA (NPS/VARA). Naast presentator was hij tevens adjunct-hoofdredacteur van dit programma. Op 6 augustus 2002 stopte Driehuis definitief als presentator van  NOVA. Hij werd ontslagen door de toenmalig hoofdredacteur Rik Rensen, die Driehuis (evenals de presentatoren Margriet Vroomans en Rob Trip) wilde vervangen door Felix Rottenberg en Matthijs van Nieuwkerk. Drie maanden later keerde Driehuis terug naar Zembla, opnieuw als eindredacteur. In 2006 leidde zijn uitzending over Ayaan Hirsi Ali tot de val van het kabinet-Balkenende II.
Van 2001 tot 2017 was Driehuis de voice-over van het Sinterklaasjournaal. Dit was hij ook in Sinterklaasjournaal: de Meezing Moevie in 2009. In september 2012 volgde hij Clairy Polak op bij het debat- en discussieprogramma Buitenhof. Hij was producent en eindredacteur van de historische serie De Strijd, een tiendelige tv-serie over 'De gouden eeuw van de arbeider' (2015). In 2018 nam hij afscheid van het televisiewerk. Hij was graag met Per Seconde Wijzer doorgegaan, maar de omroep gaf de voorkeur aan een andere presentator.

## Onderscheidingen
Kees Driehuis ontving in 1995 de dr. L. de Jongprijs voor de documentaire De Watersnoodramp in de serie Impact.

## Privéleven
Driehuis was gehuwd met de journaliste Hendrina Praamsma. Zij was onder andere redactrice van Sonja op... , NOVA, Andere Tijden en mede-auteur van het boek Herinneringen aan Srebrenica, 171 soldatengesprekken. Driehuis is een oudere broer van journalist Gerard Driehuis.
Kort na het afscheid van Per Seconde Wijzer in 2018 werd hij ziek. Kees Driehuis overleed op 29 oktober 2019 op 67-jarige leeftijd aan blaaskanker.